# Кларк (окръг, Джорджия)
Вижте пояснителната страница за други населени места с името Кларк.
Окръг Кларк (на английски: Clarke County) е окръг в щата Джорджия, Съединени американски щати. Площта му е 313 km², а населението - 112 787 души. Административен център е град Атънс.